# Городнее (Краснокутский район)
Городнее (укр. Городнє) — село, Козиевский сельский совет, Краснокутский район, Харьковская область.
Код КОАТУУ — 6323583202. Население по переписи 2001 года составляет 985 (450/535 м/ж) человек.

## Географическое положение
Село Городнее находится на правом берегу реки Мерла, выше по течению на расстоянии в 4 км расположено село Полковая Никитовка (Богодуховский район), ниже по течению на расстоянии в 2 км расположено село Чернещина, на противоположном берегу — посёлок Пыльнянка. Через село протекает пересыхающая речушка Городенька с многочисленными запрудами. Выше по её течению к селу примыкает село Козиевка. Через село проходит автомобильная дорога Т-1701 (Т-1702). Село окружено большими лесными массивами (дуб).

## История
- 1668 — дата основания.
- Со второй половины 17 века по 1765 год слобода являлась центром Городнянской сотни Ахтырского слободского полка[1].
- 9 февраля 1709 года около села Городнее (между ним и Козиевкой[1], за полгода до известной Полтавской битвы) состоялся бой российских войск под командованием генералов Рена и Шаумбурга с шведскими войсками Карла XII. На правом берегу речки Городеньки шведы попали в засаду, были разбиты и прогнаны до Краснокутска. На левом берегу речки русские драгуны, сделав залп из ружей, ударили в штыки и разорвали линию шведских войск. Под Карлом убили коня, также были убиты 6 его телохранителей-драбантов. Шведский строй был прорван и распадался, началось отступление. Сам король Карл с группой солдат и Мазепой укрылся в водяной мельнице, и в страхе ожидал пленения. Утром шведский генерал Круз, собрав войска, пошёл спасать короля. Карл XII приказал сжечь Краснокутск и Городнее.
- В 1909 году в честь победы русского войска и слободских казаков над шведами возле села Городнее был установлен памятник, который решением Харьковского облисполкома от 1972 года признан памятником истории, а в 1982 году при строительстве дороги был уничтожен.

## Экономика
- «Глобовская», ОАО, АФ.

## Объекты социальной сферы
- Школа.

## Достопримечательности

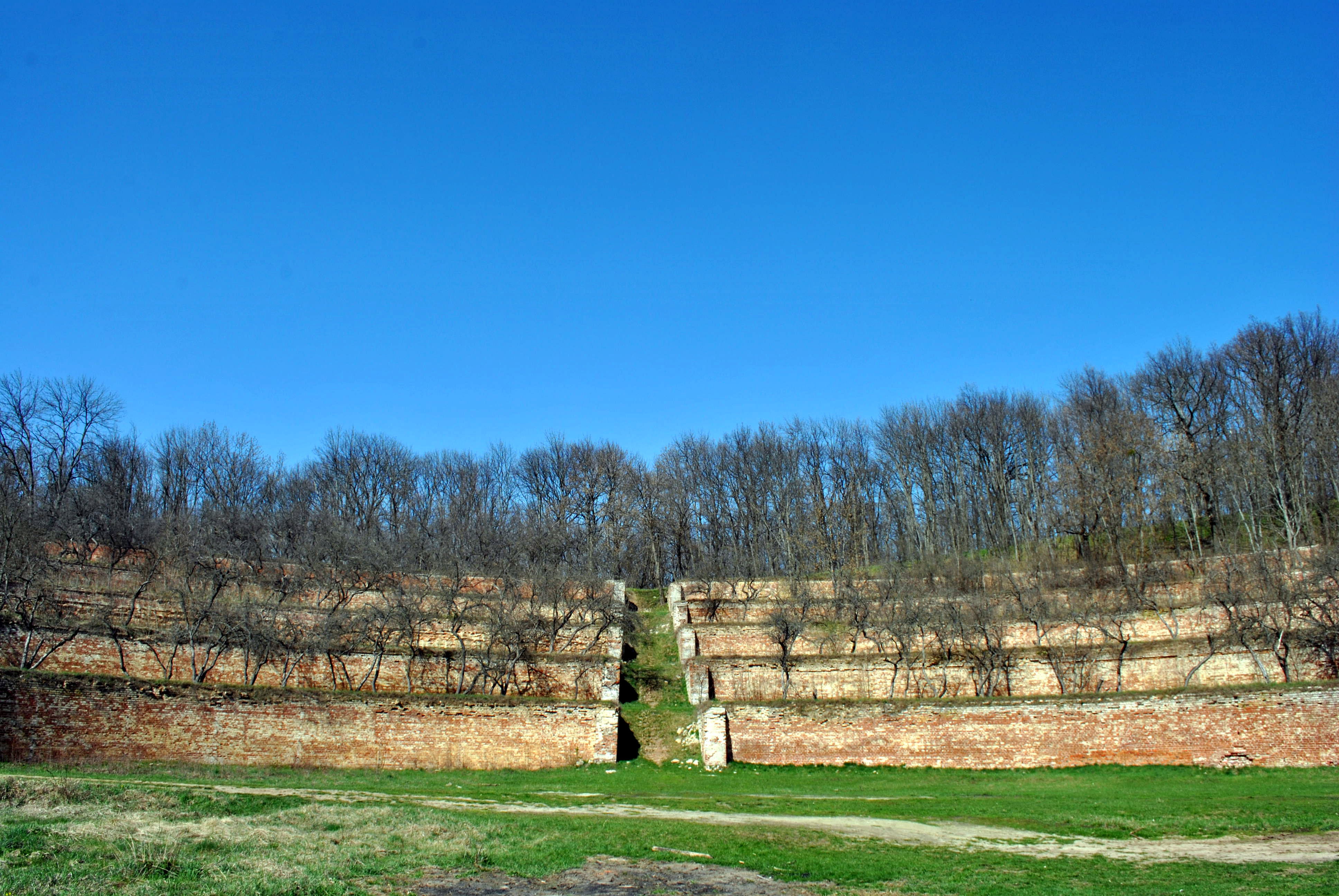
Поющие террасы

- Поющие террасы — садовые террасы, укрепленные кирпичными стенами. Оригинальная форма сооружения дала удивительный акустический эффект: любые звуки усиливаются здесь в несколько раз. Рассказывают, что семья Харитоненко приглашала сюда известных певцов (в том числе и Федора Шаляпина), и их пение разносилось по всей округе.